# Fort William and Mary

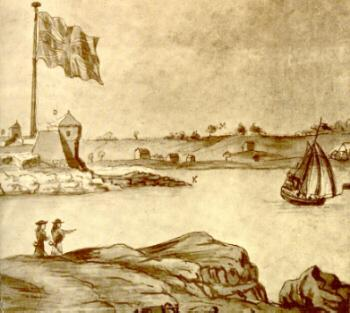
Fort William and Mary en 1705.

Le Fort William and Mary était une installation coloniale défensive située à New Castle dans le New Hampshire. La première fortification date de 1632 sur l'île de New Castle à l'embouchure de la rivière Piscataqua, le fort gardait l'accès du port de Portsmouth.
Lors de la guerre d'indépendance des États-Unis, le fort fut la cible du premier acte de rébellion du New Hampshire et le premier acte de la révolution aux États-Unis. Le 14 décembre 1774, une foule de quelques centaines d'habitants de la région de Portsmouth, emmené par John Langdon, envahit le fort et s'empara de la poudre qui fut ensuite distribuée à diverses milices des localités du New Hampshire. En 1808, il fut rebaptisé Fort Constitution.